# Хадльгримскиркья
Хадльгримскиркья (исл. Hallgrímskirkja — церковь Хадльгримюра) — лютеранская церковь в Рейкьявике, столице Исландии. Это здание — четвёртое по высоте сооружение в Исландии, после длинноволновой радиомачты Хеллисандур, Эйларского длинноволнового радиопередатчика и Смараторгской башни. Церковь названа в честь поэта и духовного лидера Хадльгримюра Пьетурссона, автора книги «Passion hymns» («Псалмы страстей»). Самая большая церковь в Исландии.

## История
Проект церкви был разработан в 1937 году архитектором Гвюдйоуном Самуэльссоном. На постройку церкви ушел 41 год. Строительные работы начались в 1945 году, а закончились в 1986 году. Крипта и хоры были закончены в 1948 году, башня и крылья — в 1974 году. Неф был освящён в 1986 году. Церковь находится в центре Рейкьявика и видна из любой части города. Она стала одной из главных достопримечательностей города. Высота — 74 м.

## Описание

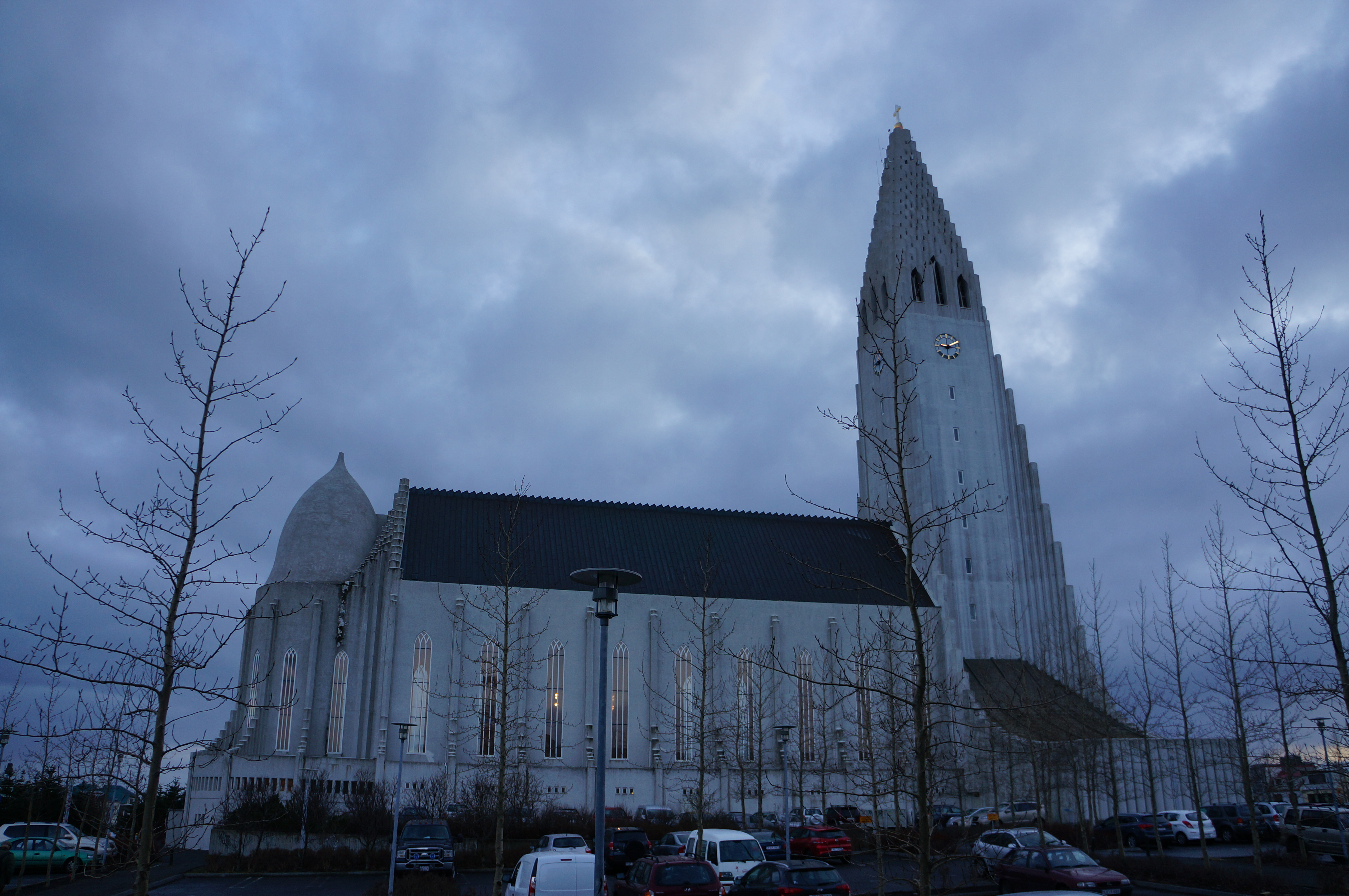
Церковь Хадльгримскиркья, вид сбоку.

В церкви размещается большой орган, созданный германским мастером Йоханесом Клайсом из Бонна. Орган является механическим, имеет 5275 труб, его высота равна 15 метрам, а вес — 25 тоннам.
Церковь также используется в качестве обзорной вышки, с которой открывается замечательный вид на Рейкьявик и окружающие его фьорды. Перед церковью расположена статуя Лейфа Счастливого, подаренная Соединёнными Штатами Америки в 1930 году в честь тысячелетнего юбилея Альтинга (исландского парламента).